# یاکوب گریم
یاکوب لودویک کارل گریم (به آلمانی: Jacob Ludwig Carl Grimm) (زاده ۴ ژانویه ۱۷۸۵ – درگذشته ۲۰ سپتامبر ۱۸۶۳)، حقوق‌دان، زبان‌شناس، نویسنده و اسطوره‌شناس آلمانی بود که به خاطر گردآوری قصه‌های قومی و فولکلور آلمان مشهور است.
یاکوب گریم به کمک برادرش ویلهلم بیش از ۲۱۰ قصهٔ قومی سرزمین آلمان را گردآوری کردند. این داستان‌ها که امروزه به نام قصه‌های برادران گریم شناخته می‌شود، مجموعه‌ای از دوست‌داشتنی‌ترین قصه‌های کودکان است.
در سدهٔ بیستم این قصه‌ها گاه به دلیل ارائهٔ شخصیت‌های جهانی‌اش ستوده شده‌اند و گاهی به موجب تبعیض جنسیتی و ارزش‌های بورژوازی مورد انتقاد قرار گرفتند. بسیاری از نویسندگان نیز نسخه‌های خود از این داستان‌ها را برای بچه‌ها و بزرگسالان نوشته‌اند.

## پژوهش‌هایِ زبان‌شناختی

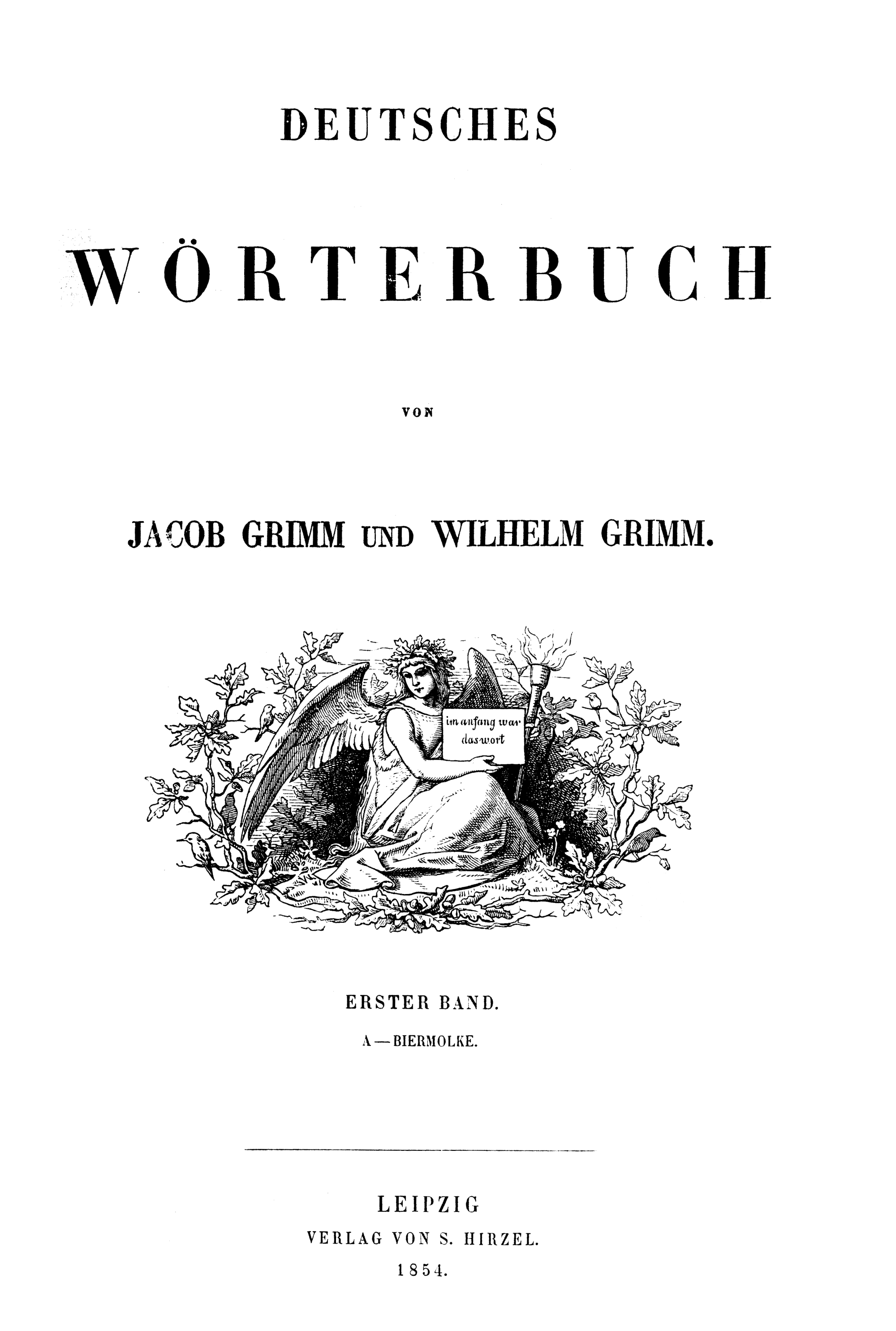
صفحه عنوان «فرهنگ لغت آلمانی» برادران گریم، جلد اول

یاکوب گریم از نخستین دانشمندانی بود که در زمینه‌یِ قانون‌مندی‌هایِ آواییِ زبان‌هایِ ژرمنی دست به پژوهش زد. این پژوهش‌ها در روشن کردنِ روندهایِ آوایی در زبان‌هایِ ژرمنیِ باستان، میانه و نو نقشِ بسزایی داشته‌اند و دارند.
در سالِ ۱۸۲۲ میلادی، گریم دست‌آوردهایِ خود در زمینه‌یِ دگرگونیِ همخوان‌ها در برساختنِ بن‌هایِ فعل در زبان هایِ ژرمنی منتشر کرد، و این پدیده را «دگرگونیِ واجی» („Grammatischer Wechsel“) نامید.
دگردیسی در برساختنِ بنِ حال از ریشه‌یِ فعل تنها به همخوان‌ها محدود نمی‌شود و برایِ واکه‌ها نیز به چشم می‌خورد. یاکوب گریم در سالِ ۱۸۱۹ میلادی این پدیده را در ریشه‌هایِ فعل در زبان‌هایِ ژرمنی توصیف کرد و «واکه‌آرایی» نامید. از این رو که این پدیده به زبان‌هایِ ژرمنی محدود نمی‌شود، در زبان‌شناسیِ نوین «واکه‌آراییِ هند و اروپایی» نام گرفته‌است.

## جستارهای ویژه
- برادران گریم